# Tatort: Pension Tosca oder Die Sterne lügen nicht
Pension Tosca oder Die Sterne lügen nicht ist ein Fernsehfilm aus der Krimireihe Tatort. Der vom Bayerischen Rundfunk produzierte Beitrag wurde am 12. Juli 1987 im Ersten Programm der ARD erstgesendet. Er ist der einzige Fall von Kommissar Scherrer, gespielt von Hans Brenner und die 195. Tatort-Folge insgesamt.

## Handlungsüberblick
Die junge Aachener Physikerin Dr. Christa Nolte stammt aus der DDR und wird von Mittelsmännern des Ministeriums für Staatssicherheit unter Druck gesetzt. Sie wird beauftragt, ein geheimnisvolles Päckchen von einem US-Physiker zu übernehmen und an einen UdSSR-Physiker weiterzuleiten. Nach gescheiterter Übergabe bleibt das Päckchen in ihrem Besitz und sie steht fortan unter Beobachtung und Verfolgung eines Stasi-Offiziers. Einen Anschlag auf die Pension, in der sie wohnt, wertet sie als persönliche Drohung, woraufhin sie sich dem Münchner Kriminalhauptkommissar Scherrer anvertraut. Dieser findet jedoch heraus, dass der Bombenanschlag von einer rechtsradikalen Gruppe ausgeführt wurde, die im Auftrag eines untergetauchten Kriegsverbrechers aus dem Zweiten Weltkrieg handelte. Der Pensionsbesitzer Löwenstern hatte den Mann erkannt, woraufhin dieser Löwenstern beseitigen lassen wollte. Parallel zu Scherrer ermittelt auch der Staatsschutz, der den Stasi-Offizier festnimmt und das Päckchen von Dr. Nolte an sich nimmt.

## Handlung
Der frisch beförderte Kriminalhauptkommissar Scherrer wird von seinem Kollegen, dem kurz vor der Pensionierung stehenden Kriminalhauptmeister Wislitschek, sonntags auf ein Amateurfußballspiel eingeladen. Nach einem nicht anerkannten Tor für den Heimverein stürmen Rocker den Platz und verprügeln die zumeist ausländischen Spieler des Gastvereins. Der Kantinenwart Haubenwald greift nach einiger Zeit ein und kann die Gewaltexzesse beenden. Scherrer wundert sich über Haubenwalds Autorität. Wislitschek weiß Scherrer zu berichten, dass Haubenwald die Seele des Vereins ist und notfalls auch Geld besorgt, wenn es dem Verein schlecht geht.
Derweil kommt die Physikerin Dr. Nolte aus Aachen in München an und wird von Löwenstern, dem Wirt der „Pension Tosca“, in der Dr. Nolte Stammgast ist, vom Flughafen abgeholt. Löwenstern ist Hobby-Astrologe und Frau Jerzabek aus der Nachbarschaft lässt sich des Öfteren Horoskope von ihm erstellen. Diesmal gibt sie ein Horoskop für ihren Mann zum 70. Geburtstag in Auftrag. Löwenstern bemerkt dabei, dass die Angaben, die Frau Jerzabek über ihren Mann gemacht hat, nicht stimmen können und forscht deshalb nach.
Dr. Nolte trifft in einem Restaurant einen Mann der Staatssicherheit, der einen Auftrag für sie hat. Sie soll ein Päckchen von einem US-Physiker bekommen und dieses heimlich einem Sowjetkollegen übergeben. Als Nolte eine Mitarbeit ablehnen will, weist der Stasi-Offizier sie darauf hin, dass seine Organisation sie nach ihrer Übersiedlung aus der DDR in die Bundesrepublik in ihre jetzige Position gebracht habe und setzt sie zudem mit ihrem in Bautzen inhaftierten Bruder unter Druck. Nolte beugt sich dem Druck, bricht jedoch die Aktion in letzter Sekunde ab, sodass die Übergabe scheitert. Kurz darauf wird sie von dem Stasi-Offizier angerufen, der Rechenschaft fordert. Nolte behauptet, beobachtet worden zu sein, was dazu geführt habe, dass sie die Aktion habe abbrechen müssen. Sie ist sich sicher, dass sie immer noch beschattet wird. Herr Jerzabek hat inzwischen bemerkt, dass Löwenstern Nachforschungen über ihn anstellt und vermutet, dass dieser etwas über seine Vergangenheit wisse. Er telefoniert mit einem Unbekannten und lässt diesen wissen, dass er Löwenstern loswerden müsse.
Kriminalhauptmeister Augenthaler informiert Scherrer darüber, dass die rechtsradikalen Schläger vom Fußballplatz nunmehr die „Pension Tosca“ beobachten würden. Warum dies geschieht, weiß allerdings niemand. Derweil vertraut sich Dr. Nolte Löwenstern an und erzählt ihm die Spionagegeschichte. Kurz darauf wird ein Mordanschlag in der „Pension Tosca“ verübt, bei dem Adelina Löwenstern schwer verletzt wird. Scherrer und seine Kollegen befragen Löwenstern, der sich allerdings nicht vorstellen kann, dass einer seiner Gäste darin verwickelt sein könnte. Von einem befreundeten Kollegen vom Staatsschutz erfährt Scherrer, dass die Sängerin Sissy de Sandro von seiner Abteilung schon länger beschattet wird. Zudem erzählt er Scherrer, dass Dr. Nolte aus der DDR komme und Physikerin ist. Löwenstern hat Dr. Nolte, weil sie sich in ihrem Zimmer nicht sicher fühlt, bei de Sandro einquartiert. Dr. Nolte bekommt jedoch mit, dass sie von de Sandro belauscht wird und flüchtet aus dem Zimmer. Daraufhin bittet de Sandro sie um Entschuldigung. Sie müsste das tun, weil sie unter Druck gesetzt werde und zwei Kinder „drüben“ habe. Als Dr. Nolte Scherrer in die Arme rennt, fasst sie zu ihm Vertrauen und geht mit ihm in einem benachbarten Restaurant essen. Dass er bei der Polizei arbeitet, ist ihr nicht bekannt. Sie vertraut sich ihm an und erzählt von ihrer Familie, die als Druckmittel gegen sie eingesetzt werde, woraus ihre Spionagetätigkeit resultiere. Daraufhin outet sich Scherrer als Kriminalkommissar. Ihm wird klar, dass der Anschlag auf Frau Löwenstern ganz offensichtlich Dr. Nolte gegolten hat. Kurz darauf erscheint Herr Löwenstern und berichtet, dass ein Mann nach Dr. Nolte gefragt habe, den er aber habe abwimmeln können. Dabei stellt sich heraus, dass Nolte das Päckchen, das sie übergeben sollte, immer noch bei sich hat. Scherrer will Dr. Nolte in Sicherheit bringen, als ihn die Nachricht erreicht, dass sein Kollege Wislitschek verletzt worden ist. Dieser war abends in dem Sportlerlokal in eine Versammlung von Neonazis geraten, wo der Kantinenwart Haubenwald die jungen Schläger mit Nazi-Reden aufhetzte. Als man den Polizeibeamten entdeckte, wurde er angegriffen und schwer verletzt.
Löwenstern will Dr. Nolte zu ihrer Sicherheit außer Haus bei Baronin von Palma unterbringen. Auf der Fahrt dorthin folgt ihnen ein Auto und verursacht mit dem Taxi, in dem sie sitzen, einen Unfall, doch Löwenstern und Dr. Nolte gelingt es zu fliehen und wohlbehalten bei der Baronin anzukommen.
Als Löwenstern in seine Pension zurückkehrt, wartet Frau Jerzabek vor der Tür auf ihn und warnt ihn, dass Leute ihres Mannes in der Pension auf ihn warten würden, um ihn zu töten. So geht er durch die Hintertür in seine Pension und trifft dort einen jungen Mann, einen der Neonazis vom Sportplatz, der zu fliehen versucht. Augenthaler, der in der Pension Wache hält, kann den Mann stellen und einen Sprengsatz, den dieser in der Hand hält, in letzter Sekunde aus dem Fenster werfen. Jerzabek hatte den Mann auf ihn angesetzt, um seine eigene Vergangenheit beim Reichssicherheitshauptamt zu kaschieren. Löwenstern hatte ihn im Krieg gesehen und an der Seite von Frau Jerzabek wiedererkannt. Deshalb hatte er versucht, über Frau Jerzabek gezielt Informationen einzuholen. Da sein Bruder in einem Lager in Polen ums Leben gekommen ist, wollte er nachforschen, ob es sich tatsächlich um den ranghohen NS-Funktionär handelte. Dass Jerzabek eine Neonazi-Organisation hinter sich hat, hat er allerdings nicht geahnt.
Da es de Sandro gelungen ist herauszufinden, wo sich Dr. Nolte aufhält, sucht sie diese dort auf und fordert das Päckchen von ihr, das Nolte immer noch nicht übergeben hat. Scherrers Kollege vom Staatsschutz, der de Sandro gefolgt war, kann im letzten Moment dazwischengehen und die Frau festnehmen. Er kann Dr. Nolte beruhigen, dass auch Warnecke bereits in Haft sei und sie endlich in Sicherheit sein dürfte. Nolte übergibt ihm das Päckchen und ist nun endlich frei.

## Hintergrund
Diese Tatortfolge gehört zu den Episoden, bei denen es keinen Mord aufzuklären gibt.
Der Film wurde von September bis Oktober 1986 und von März bis April 1987 in München und Umgebung gedreht.
Kommissar Scherrer (Hans Brenner) wurde zu Beginn der Folge zum Kriminalhauptkommissar befördert. Er trat beim BR die Nachfolge von Siegfried Riedmüller (Günther Maria Halmer) als Tatort-Kommissar an, da dieser ins Rauschgiftdezernat wechselte. Es blieb der einzige Fall von Kommissar Scherrer, der somit die zweite „Eintagsfliege“ unter den Ermittlern des Bayerischen Rundfunks war. Mit fast 114 Minuten Spieldauer ist die Folge ein ungewöhnlich langer Tatort.

## Einschaltquoten
Die Erstausstrahlung von Pension Tosca oder Die Sterne lügen nicht am 12. Juli 1987 wurde in Deutschland von 13,45 Millionen Zuschauern gesehen und erreichte einen Marktanteil von 38 Prozent für Das Erste.